# Île Becker
L'île Becker (en russe : Остров Беккера, Ostrov Bekkera) est une petite île de la terre François-Joseph.

## Géographie
L'île est située au sud de l'île Rainer dont elle est séparée par le détroit de Rouslan. À son nord-est se trouve l'île La Roncière, séparée d'elle par le détroit de Berezkine. D'une longueur de 14 km sur une largeur de 3 km, elle s'étend d'est en ouest. Sa partie est est parfois libre de glace. Son extrémité est porte le nom de cap Vane et son extrémité ouest celui de cap Galkovski.

## Histoire
Elle a été nommée en l'honneur de l'entomologiste Theodor Becker (1810-1928) par Julius von Payer et Karl Weyprecht, qui travaillera plus tard sur l'étude des insectes récoltés par l'expédition d'Eduard von Toll (1900-1903).